# Karolinerne
 Ikke at forveksle med Carolinerne og Karolingerne.
Karolinerne (af Carolus, latiniseret form af navnet Karl, svensk karolinerna) er betegnelsen på Karl XII af Sveriges soldater, der spillede en stor rolle under den Store Nordiske Krig. Han regerede 1697 til 1718. I norsk sammenhæng menes ofte specifikt den svenske armé anført af Carl Gustaf Armfeldt, som under tilbagetoget efter Karl XII's død blev overrumplet af uvejr i Tydalsfjeldene, se Karolinernes dødsmarch.